# Virgen del Rosario (Lima)
Virgen del Rosario es un caserío peruano ubicado en el distrito de Supe, perteneciente a la provincia de Barranca del departamento de Lima, en la costa central del Perú. 

## Ubicación
Virgen del Rosario se ubica al este de la provincia de Barranca, en el distrito de Supe, en el departamento de Lima.

## Demografía
En 2017 Virgen del Rosario tenía una población de 460 habitantes.
| Gráfica de evolución demográfica de Virgen del Rosario entre 1993 y 2017 |
|                                                                          |
| Fuentes: Población 1993 y 2017                                           |